# Национални савез (Португалија)
Национални савез (порт. União Nacional) је била конзервативна и владајућа политичка странка у Португалији између 1932 и 1974. године. Странка је била основана 1930. године а до 1968. године њен председник је био Антонио Салазар.